# حصار اللاذقية
اجتياح اللاذقية هو حملة عسكرية شنها الجيش السوري بمُساندة البحرية وقوى الأمن والشبيحة على مدينة اللاذقية شمال غرب البلاد في يومي 14 و15 أغسطس من عام 2011 بشكل أساسي (مع استمرار الحصار لشهور بعدهما) لقمع حركة الاحتجاجات فيها، التي اندلعت في المدينة منذ 25 مارس الماضي. تركزت الحملة العسكرية على حي الرمل الجنوبي الذي يُؤوي العديد من اللاجئين الفلسطينيين في المدينة، بالإضافة إلى الأحياء المجاورة له، وتسبَّبت الحملة بسُقوط أكثر من 50 قتيلاً ونزوح المئات من حي الرمل نحو مناطق أخرى بعد تحذير الجيش لهم ومطالبتهم بالمغادرة.

## الاجتياح
بداية وقبل كل شيء يجب شرح الخطة التي تم فيها اجتياح حي الرمل الحنوبي في مدينة اللاذقية ، في بدياة الامر قام النظام السوري بتجنيد بعض الاشخاص سيئين السمعة المعروفين باسم ( العواينيية ) وهم مخبرين يعملون لصالح الدولة مقابل حصولهم على صلاحيات وامتيازات يتم منحهم اياها ،  بناءً على المعلومات التي يمكنهم جمعها ! 
و هؤلاء كانوا بمثابة المسمار الاخير الذي دُقَ في نعش الحي برمته. 
قام المخبرين بدايةً بالتنسيق مع المتظاهرين و اهالي الحي وخاصةً المتظاهرين المتحمسين للربيع العربي حينذاك! 
وقاموا بتهريب كمية مهولة من المواد اللازمة لصناعة العبوات الناسفة وكمية لا يأس بها من الاسلحة الفردية والاسلحة الحريية الخفيفة ! وكانت كلها تابعة لوزارة الدفاع ! 
اي انها اسلحة كانت قد ارسلت لأعادة التصنيع ، 
اي انهم قامو بمد المتظاهرين بكمية كبيرة من الاسلحة الرديئة ومواد متفجرة منتهية الصلاحية بالتعاون مع المخبرين الذين كانوا اساساً من سكان الحي ! 
ثم قامت قوات النظام بتشكيل حواجز امنية وتم تطويق المنطقة المحيطة بالحي بالكامل ! 
وعند اول ظهور للسفن الحربية بالقرب من شاطئ المنطقة الواقع في 13/08/2011 تم تجهيز وتفخيخ  اكثر من 45 سيارة بمادة نترات الصوديوم  على طول الشوارع الرئيسية للحي ! 
وتم الاخبار عنها جميعها مسبقا ً وهذا ما ادى الى السيطرة على الحي بشكل كامل خلال 4 ايام فقط  

اقتحمَ الجيش السوري في صباح الأحد 14 أغسطس مدينة اللاذقية بعدَ قطع الاتصالات عن معظم مناطقها، تُرافقه حسبَ المرصد السوري لحقوق الإنسان قوَّات من الأمن السوريّ وفرق الشبيحة، بل وحتى قوات من البحرية السورية التي استُخدمت لأول مرة في مُواجهة الاحتجاجات المنُدلعة في البلاد. تركزت الغالبية العُظمى من العمليات على حيّ «الرمل الجنوبي» (أحد مَنابع الاحتجاجات في المدينة)، حيث أن الجيش والقوات المُساندة الأخرى له اقتحمت الحي من عدة جهات بحوالي 20 دبابة وآلية عسكرية معَ مُساندة من زوارق البحرية التي كانت تقصفه في الوَقت ذاته صباحَ الأحد، وتلا ذلك إطلاق نار عشوائيٍّ فيه وسماع دوي انفجارات، فضلاً عن حملات الاعتقالات والقصف. وبالإضافة إلى الرمل الجنوبي، فقد تعرَّضت أيضاً - بشكل أقل - أحياءٌ أخرى للقصف وإطلاق النار والاعتقالات العشوائيَّة، منها مخيم الرمل نفسه وأحياء الصليبة والقلعة وقنينص والسكنتوري ومسبح الشعب وعين التمرة وبستان السمكة وبستان الصيداوي وبستان الحميمي. كما سُمع انفجاران في حيَّي مسبح الشعب والرمل الجنوبي المُتجاورين، وأطلقت عدة قذائف لقاذفات صواريخ في حي السكنتوري. وأدت هذه العمليات إلى نزوح عددٍ كبير من سكان المدينة إلى المناطق المُجاورة مثل جبلة، وإلى إيقاف سير خطوط القطارات من وإلى اللاذقية. وكانت حصيلة كل هذه الأحداث سُقوط 26 قتيلاً على الأقل حسبَ منظمات حقوقية.
وقد سقطَ في يوم الإثنين التالي 15 أغسطس 30 قتيلاً على الأقل في حي الرمل الجنوبي بمدينة اللاذقية نتيجة للقصف المُستمر بالدبابات والآليات العسكرية، فيما قصفت إلى جانبه أحياءٌ أخرى منها قنينص والصليبة والسكنتوري ومسبح الشعب، ثمَّ ما لبثت قوَّات الجيش أن أعلنت بمكبرات الصوت عن ضرورة إخلاء مخيم للاجئين الفلسطينيين في حي الرمل فورياً، وإلا فإن جميع المدنيين سيُصبحون أهدافاً مُمكنة. كما سقط قتلى آخرون في اللاذقية باليوم ذاته برصاص الأمن، ومنهم أحد المؤذنين الذي قتلَ برصاصة من قناص. تابعت قوَّات الأمن السورية في يوم الثلاثاء 16 أغسطس قصف حي الرمل الجنوبي في اللاذقية، معَ شن حملة اعتقالات فيه بمُساعدة شباب من إحدى ضواحي المدينة العلوية الذين كان الأمن قد سلَّحهم، وذلك في ظلِّ بقاء 100 جريح مُحاصرين داخل الحي نتيجة لنقص المواد الطبية اللازمة لإسعافهم. وفي يوم الخميس 18 أغسطس قامت قوَّات الأمن بإطلاق النار عشوائياً وبكثافة في حارة يافا في حي الرمل الجنوبي معَ استمرار حصار حيَّي الصليبة والطابيات ووُجود الجيش في أحياء أخرى بالمدينة.